# John Carlill
Chuẩn Đô đốc John Hildred Carlill OBE (24 tháng 10 năm 1925 – 10 tháng 11 năm 2015) là cựu sĩ quan của Hải quân Hoàng gia Anh, đồng thời là chủ tịch của trường Hải quân Hoàng gia College, Greenwich.

## Sự nghiệp hải quân
Học tại trường Trường Cao đẳng Hải quân Hoàng gia Britannia, Carlill gia nhập Hải quân Hoàng gia Anh vào năm 1939 và phục vụ trong Thế chiến thứ hai trên tàu tuần dương HMS Mauritius. Ông đã trở thành Chủ tịch của Hải quân Hoàng gia College, Greenwich vào năm 1980 trước khi nghỉ hưu vào năm 1982.
Trước khi nghỉ hưu ông là chủ tịch của Hội đồng kỹ thuật.